# Lukáš Rosol
Lukáš Rosol (Brno, 24 de Julho de 1985) é um tenista profissional tcheco. Treinado pelo ex-tenista Sláva Doseděl.

## Carreira
Em 2011 adentrou ao top 100 mundial de simples pela primeira vez, após derrotar o nº 8 do mundo, Jurgen Melzer, na 2ª rodada de Roland Garros por 3 sets a 2.Encerrou o ano de 2011 como o número 70 do mundo.
Em janeiro de 2012, ganhou seu primeiro título de ATP em duplas, em Doha. Em junho de 2012, quando era nº 100 do mundo em simples, realizou feito histórico ao eliminar Rafael Nadal, bicampeão de Wimbledon e nº 2 do mundo, na segunda rodada do torneio.

## Finais na ATP

### Simples: 4 (2–2)
| Legenda                     |
| --------------------------- |
| Grand Slam (0–0)            |
| ATP World Tour Finals (0–0) |
| ATP Masters 1000 (0–0)      |
| ATP 500 (0–0)               |
| ATP 250 (2–2)               |

| Resultado    | Nr. | Data                | Torneio                                | Superfície | Adversário             | Placar             |
| ------------ | --- | ------------------- | -------------------------------------- | ---------- | ---------------------- | ------------------ |
| Campeão      | 1.  | 28 de Abril de 2013 | ATP de Bucareste, Bucareste, Romênia   | Saibro     | Guillermo García-López | 6–3, 6–2           |
| Vice-campeão | 1.  | 27 de Abril de 2014 | ATP de Bucareste, Bucareste, Romênia   | Saibro     | Grigor Dimitrov        | 6–7(2–7), 1–6      |
| Vice         | 2.  | 13 Julho 2014       | MercedesCup, Stuttgart, Alemanha       | Saibro     | Roberto Bautista Agut  | 3–6, 6–4, 2–6      |
| Campeão      | 2.  | 23 Agosto 2014      | Winston-Salem Open, Winston-Salem, EUA | Duro       | Jerzy Janowicz         | 3–6, 7–6(7–3), 7–5 |

### Duplas: 3 (3-0)
| Legenda                           |
| --------------------------------- |
| Grand Slam (0–0)                  |
| ATP World Tour Finals (0–0)       |
| ATP World Tour Masters 1000 (0–0) |
| ATP World Tour 500 Series (0–0)   |
| ATP World Tour 250 Series (3–0)   |

| Finais por Piso |
| --------------- |
| Duro (2–0)      |
| Saibro (1–0)    |
| Grama (0–0)     |
| Carpete (0–0)   |

| Posição | N. | Data            | Torneio                            | Piso     | Parceiro         | Oponentes                             | Placar        |
| ------- | -- | --------------- | ---------------------------------- | -------- | ---------------- | ------------------------------------- | ------------- |
| Campeão | 1. | 6 Janeiro 2012  | Qatar ExxonMobil Open, Doha, Qatar | Duro     | Filip Polášek    | Christopher Kas Philipp Kohlschreiber | 6–3, 6–4      |
| Campeão | 2. | 20 Outubro 2013 | Erste Bank Open, Viena, Áustria    | Duro (i) | Florin Mergea    | Daniel Nestor Julian Knowle           | 7–5, 6–4      |
| Campeão | 3. | 27 Julho 2014   | Croatia Open, Umag, Croácia        | Saibro   | František Čermák | Dušan Lajović Franko Škugor           | 6–4, 7–6(7–5) |